# Fraternité sacerdotale Saint-Pie-X
Pour les articles homonymes, voir Pie X (homonymie).
La Fraternité sacerdotale Saint-Pie X (sigle : FSSPX), nommée aussi Fraternité des apôtres de Jésus et Marie, est une société de prêtres traditionalistes voire intégristes, sans statut canonique au sein de l'Église catholique. Son but est « le sacerdoce et tout ce qui s'y rapporte ». Elle a son siège à Menzingen (Suisse).
Fondée en 1970 par Marcel Lefebvre et reconnue comme pieuse union, elle perd sa reconnaissance canonique en 1975 en raison de la suspense a divinis qui frappe son fondateur à la suite de sa décision d'ordonner des prêtres sans autorisation. En 1988, la consécration de quatre évêques par Marcel Lefebvre sans l'accord du pape Jean-Paul II entraîne l'excommunication du prélat et de sa lignée épiscopale. Toutefois, des contacts avec les autorités ecclésiales se poursuivent au sein d'une commission pontificale Ecclesia Dei, et l'excommunication des quatre évêques lefebvristes est levée en 2009, sous le pontificat de Benoît XVI. Le 1er septembre 2015, le pape François accorde la faculté de confesser aux prêtres de la Fraternité. Le 24 mars 2017, François autorise la Fraternité à célébrer le mariage de ses fidèles. 
À partir des années 2010, la Fraternité est accusée d'avoir étouffé des abus sexuels commis par plusieurs de ses membres. En France, elle entretient des liens notoires avec l'extrême droite.

## Caractéristiques
La Fraternité sacerdotale Saint-Pie X est également nommée Fraternité des apôtres de Jésus et Marie, nommée en l'honneur de Pie X, pape de 1903 à 1914, canonisé en 1954. Elle est une société de prêtres traditionalistes voire intégristes. Au sein de l'Église catholique elle ne dispose pas de statut canonique. Les relations qu'elle maintient avec elle sont complexes. La FSSPX a son siège à Menzingen, dans le canton de Zoug (Suisse).

### Buts

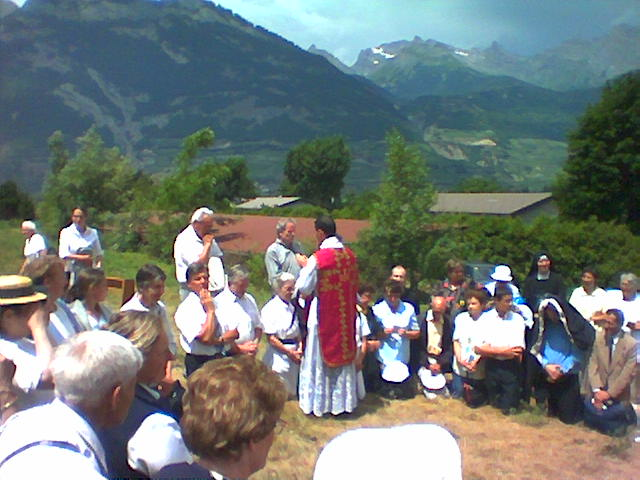
Bénédiction à Écône, en Suisse, en 2005

Selon ses statuts, la FSSPX, a pour but « le sacerdoce et tout ce qui s'y rapporte et rien que ce qui le concerne », principes qui impliquent, entre autres, « d'orienter et réaliser la vie du prêtre vers ce qui est essentiellement sa raison d'être : le saint sacrifice de la Messe » tout en évitant « avec soin les erreurs modernes, en particulier le libéralisme et tous ses succédanés ». En pratique, cela sous-entend le maintien de la forme tridentine du rite romain et une critique virulente des « erreurs modernes ».

### Droit canonique
Du point de vue du droit canonique de l'Église catholique, si la FSSPX fut une œuvre d'Église entre 1970 et 1975, elle ne l'est plus aujourd'hui et ne reçoit de Rome aucune forme d'approbation ou de reconnaissance officielle. En effet, cette société de vie commune sans vœu fut approuvée par François Charrière, évêque de Fribourg, et érigée dans son diocèse le 1er novembre 1970 ; le 18 février 1971, le préfet de la Sacrée Congrégation pour le clergé, le cardinal Wright, signe un décret d'approbation des statuts de la Fraternité. Cependant, une lettre de la Sacrée congrégation pour les institutions d'enseignement, signée d'une commission de trois cardinaux, fait savoir à Marcel Lefebvre que sa déclaration du 21 novembre 1974 – ainsi que la « profession de foi » dénonçant « la Rome néo-moderniste et néo-protestante du concile Vatican II » – est « en tous points inacceptable ».
Pierre Mamie, nouvel évêque de Fribourg, se voit reconnaître le droit d'annuler le décret d'érection promulgué par son prédécesseur en 1970, ce qu'il fait par lettre le 6 mai 1975. Un recours de Lefebvre est rejeté par le cardinal Dino Staffa au nom du canon 1556. Le 29 juin 1975, après l'ordination de trois prêtres à Écône, le pape Paul VI déclare qu’il fait siennes les conclusions de la commission cardinalice et ordonne l’entrée en vigueur immédiate de ses conclusions et réclame la soumission de Lefebvre. Le 29 juillet 1976, Marcel Lefebvre est frappé de suspense a divinis suivant le canon 2279.
Par la suite, lors des consécrations d'évêques en 1988, Lefebvre, son cocélébrant Antônio de Castro Mayer, et les quatre nouveaux évêques sont excommuniés.
Pour sa part, la FSSPX considère que son retrait d'approbation prononcé en 1975 est juridiquement nul car entaché d'irrégularités.

### Droit français
Du point de vue du droit français, le Tribunal administratif de Paris estime en 1997 que la FSSPX peut constituer une association cultuelle indépendamment de savoir si « l'Église dont elle se réclame a exclu de ses rangs son président fondateur ».

### Implantation géographique et développement

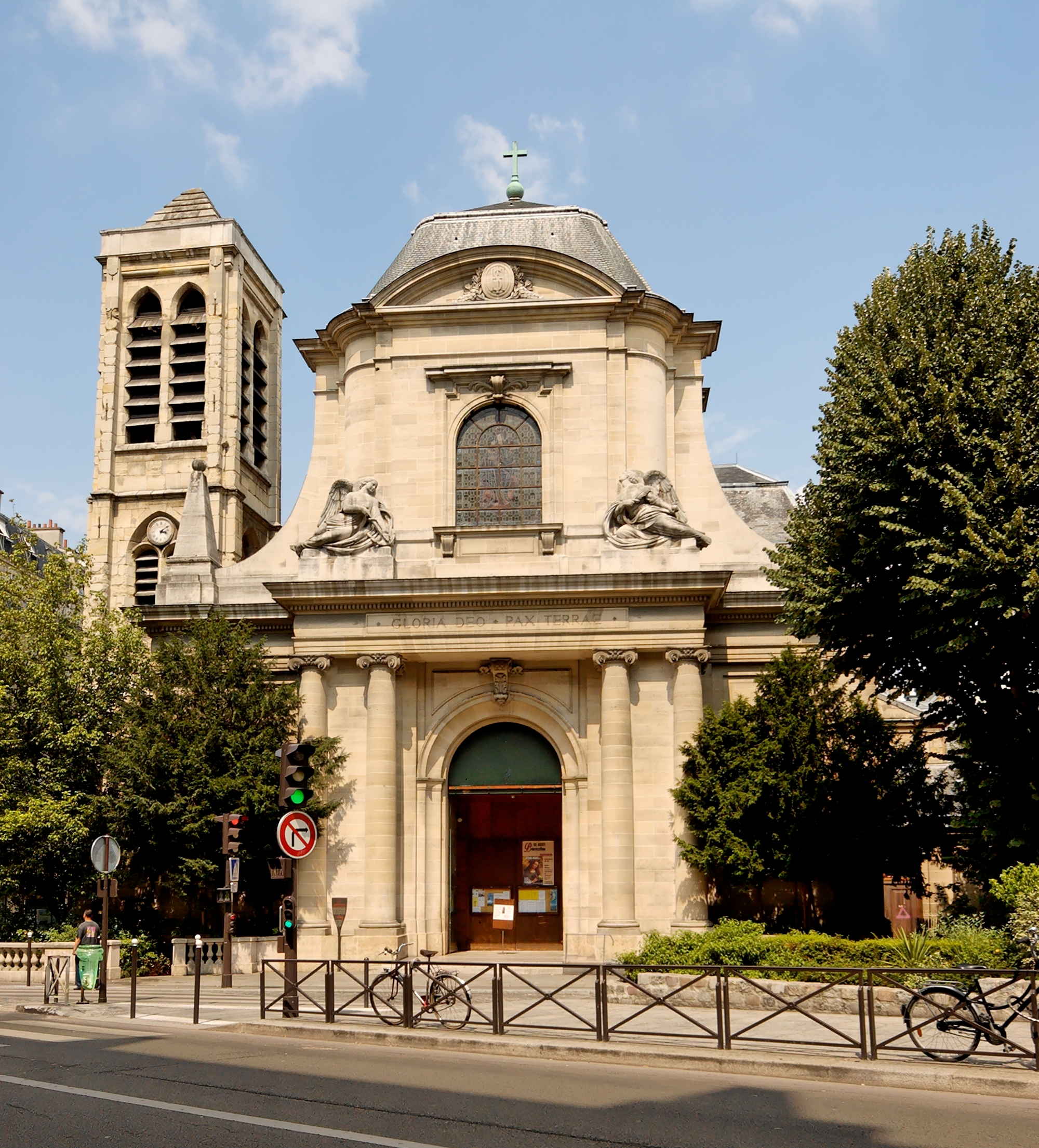
Façade de l'église Saint-Nicolas-du-Chardonnet, à Paris, occupée par la FSSPX depuis la fin des années 1970.

À ses débuts, la Fraternité Saint-Pie-X s’étend prioritairement en France où s’établit son premier district, le 15 août 1976, sous la houlette de l’abbé Paul Aulagnier qui fonde les premiers prieurés au Pointet (Allier), à Lanvallay (Côtes-d’Armor) et à Suresnes (Hauts-de-Seine). Peu à peu, les prêtres ordonnés à Écône viennent prêter main-forte aux prêtres diocésains qui ont maintenu la liturgie traditionnelle et le catéchisme tels qu’il était dispensé avant le Concile. C’est le cas à l'église Saint-Nicolas-du-Chardonnet à Paris, occupée de manière irrégulière par des traditionalistes depuis 1977, où les abbés Michel Simoulin et Philippe Laguérie assistent François Ducaud-Bourget dès 1980. Au fil des ans, les prêtres de la Fraternité s’installent dans plusieurs églises, certaines leur étant confiées par les maires, tel Gaston Defferre, qui met à leur disposition l'ancienne église de la Mission de France, rue du Tapis-Vert à Marseille. La FSSPX dessert dans tout l’Hexagone près de 200 lieux de culte, comme la collégiale de Thouars (Deux-Sèvres), la chapelle du Bon-Conseil à Bordeaux (Gironde), ou la chapelle de l’ancien séminaire d’Amiens (Somme). Elle assure également l’aumônerie de Saint-Michel, près de Châteauroux (Indre) ou de l’Étoile du Matin à Bitche (Moselle).
Marcel Lefebvre a fondé en 1978 le séminaire du Sacré-Cœur de Jésus à Zaitzkofen (de), en Bavière. La Fraternité y dessert des dizaines d’églises réparties dans toute l'Allemagne, comme à Bonn la chapelle de l’hôpital régional de Rhénanie, ou l'église Saint-Boniface d'Essen, ou encore l’église Saint-Pierre de Berlin, qu'elle a construite. En Autriche, elle a son siège au château de Jaidhof, légué par Rosa Gutmann.
Selon la FSSPX elle-même, depuis 1975 le nombre de prêtres de la FSSPX croît chaque année pour atteindre près de 720 prêtres en 2024. En 2019, la Fraternité Saint-Pie-X desservait 772 centres de messe répartis dans 72 pays.
Le nombre de laïcs qui fréquentent les messes de la FSSPX est estimé entre 150 000 (Henri Tincq) à 600 000 (FSSPX), le cardinal Hoyos l'estimant en 2017 à « environ un demi-million de personnes ». En réalité, ce chiffre est flou par nature, puisque certains fidèles viennent chaque dimanche quand d'autres viennent plus rarement, et que d'autres encore fréquentent à la fois des églises de la Fraternité et des églises où est célébré le rite sous la forme ordinaire. Une étude de 2013 indique que 49 % (15 % « la plupart du temps » et 34 % « de temps à autre ») des fidèles de la FSSPX en France seraient prêts à retourner dans leur paroisse territoriale s'ils y trouvaient la liturgie traditionnelle.
Par ailleurs, plusieurs communautés religieuses se sont agrégées à la Fraternité Saint-Pie-X au fil des ans, par attachement à la liturgie traditionnelle et pour conserver leurs constitutions telles qu’elles étaient observées jusqu’aux réformes consécutives au concile Vatican II. C’est le cas de la Fraternité de la Transfiguration, des dominicaines enseignantes du Saint Nom de Jésus de Fanjeaux (Aude) et de Saint-Pré (Var), dont les religieuses – environ 250 – tiennent des écoles pour filles. Plusieurs communautés contemplatives se réclament aussi de la Fraternité Saint-Pie-X, comme les dominicaines d'Avrillé (Maine-et-Loire), les capucins et les clarisses de Morgon (Rhône), les bénédictins de Bellaigue (Puy-de-Dôme) ou les franciscaines du Trévoux (Finistère).

### Organisation
La Fraternité sacerdotale Saint-Pie-X est une société de vie commune gouvernée par un supérieur général élu pour un mandat de douze ans. À la suite de Marcel Lefebvre (1970–1982) puis de Franz Schmidberger (1982–1994), Bernard Fellay est élu une première fois en 1994, pour un mandat de 12 ans ; il est réélu pour un second mandat de 2006 à 2018. L'abbé Davide Pagliarani lui succède le 11 juillet 2018.
Le supérieur général est assisté dans son gouvernement par les membres de son conseil où siègent les assistants généraux, également élus pour une période de douze ans, ainsi que le secrétaire général. En 2006, Niklaus Pfluger est nommé premier assistant général, Alain-Marc Nély deuxième assistant général et Christian Thouvenot secrétaire général.
Le chapitre est une assemblée qui élit le supérieur général et ses deux assistants. En sont membres de droit :
- le supérieur général et ses deux assistants ;
- les évêques membres de la Fraternité ;
- les anciens supérieurs généraux ;
- le secrétaire général et l'économe général ;
- les directeurs des six séminaires ;
- les supérieurs de districts géographiques ;
- les supérieurs de maisons autonomes ;
- les prêtres les plus anciens de la FSSPX, « dans la proportion d'un tiers des membres par office »[28].

La Fraternité est organisée en 14 « districts », c'est-à-dire des pays ou groupes de pays où elle possède plus de 3 prieurés formés et en 6 « maisons autonomes », qui sont des districts en préparation. Ces districts sont sous la responsabilité d'un « supérieur ».
Elle assure la formation de ses futurs prêtres dans six séminaires, qui correspondent à son extension géographique :
- le séminaire Saint-Pie-X, à Écône en Suisse (fondé en 1971) est le plus ancien et le plus célèbre. Les cours y sont en français ;
- le séminaire Saint-Curé-d'Ars, à Flavigny-sur-Ozerain en France. Les futurs séminaristes d'Écône y font leur première année, les frères de la FSSPX y sont formés ;
- le séminaire Saint-Thomas-d'Aquin[30], à Dillwyn en Virginie. Il s'est d'abord tenu à Armada dans le Michigan (de 1974 à 1979) puis à Ridgefield (de 1979 à 1988) et à Winona (de 1988 à 2016). Les cours y sont en anglais ;
- le séminaire de la Sainte-Croix[31], en Australie. Il forme des séminaristes issus d'Asie, d'Océanie et d'Afrique. Les cours y sont en anglais ;
- le séminaire Notre-Dame-Co-Rédemptrice[32], à La Reja (Buenos Aires) en Argentine. Les cours y sont en espagnol ;
- le séminaire Cœur-Sacré-de-Jésus[33], à Zaitzkofen en Bavière. Les cours y sont en allemand.

Pour ce qui est des manquements au droit canonique, Fellay est reconnu par Rome depuis au moins 2004 comme juge en 1re instance pour les membres de la FSSPX. La Fraternité peut donc juger ses prêtres qui auraient commis des fautes graves, et ils peuvent ensuite faire appel devant les tribunaux romains. Ce fait n'est toutefois connu publiquement que depuis 2015.
La branche sacerdotale de la Fraternité Saint-Pie-X (prêtres, frères et séminaristes) reste la plus connue du grand public mais l'œuvre est composée de trois autres branches :
- les Sœurs de la Fraternité Saint-Pie-X ;
- les Sœurs oblates de Saint-Pie-X (fondées en 1982)[36]
- le Tiers-Ordre Saint-Pie-X (fondée en 1980)[37].

Le symbole de la FSSPX se lit ainsi : « deux cœurs entrelacés symbolisent l’union parfaite qui existe entre Jésus et Marie. Ils sont unis dans le plan divin de rédemption, dans leur charité pour Dieu et dans leur miséricorde pour les hommes ».

## Histoire

### Débuts (1969–1988)

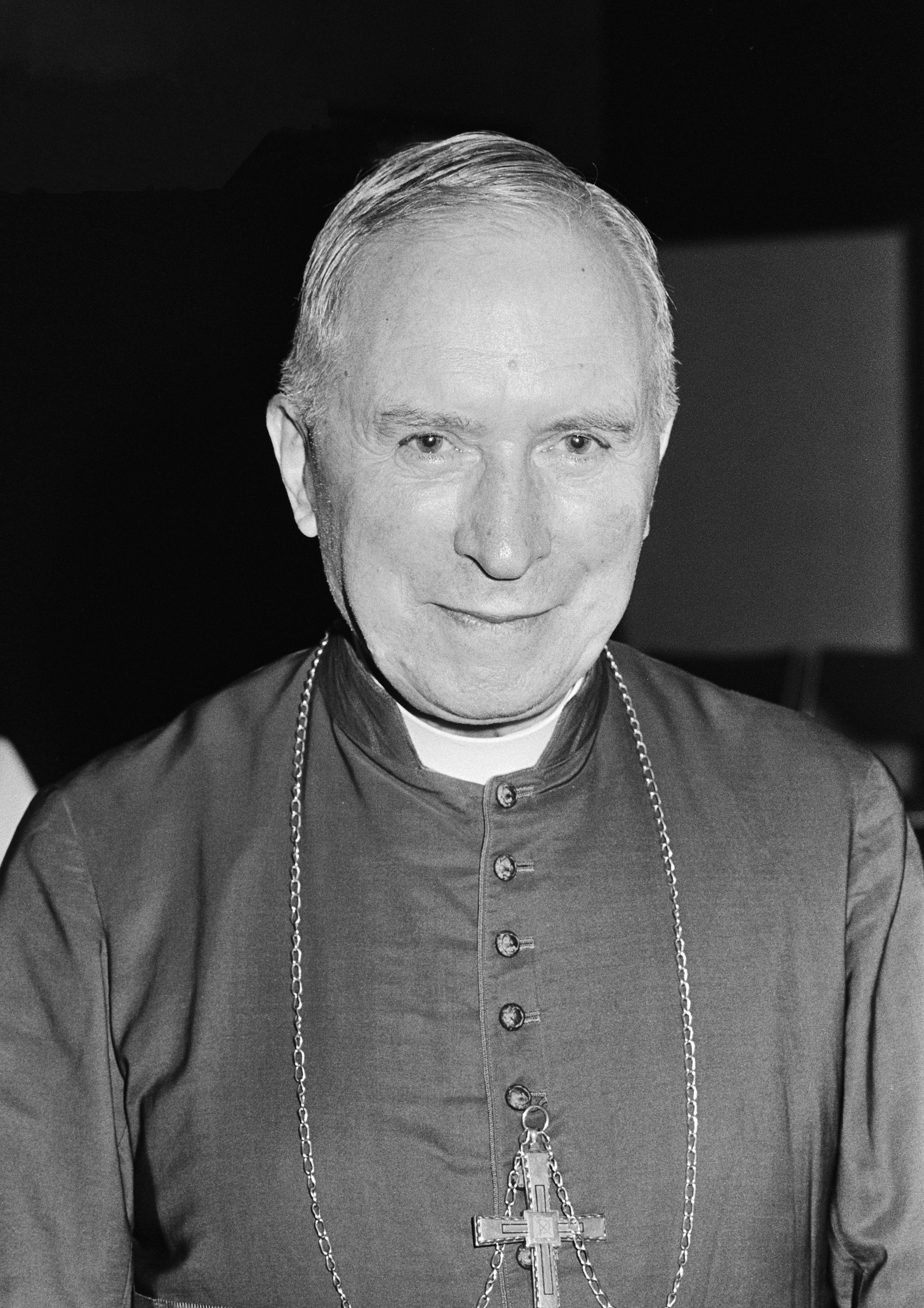
Marcel Lefebvre en 1981.

En 1969, plusieurs séminaristes français de Rome demandent à Marcel Lefebvre d'agir. La même année, il est invité à Fribourg par Bernard Faÿ, qui l'héberge. C'est au cours d'une réunion dans la bibliothèque de Faÿ, que ce dernier et le frère dominicain Marie-Dominique Philippe exhortent Lefebvre à créer un séminaire,, lui recommandant l'évêque de Lausanne, Genève, Fribourg. Le 1er novembre 1970, les statuts de la Fraternité des Apôtres de Jésus et Marie, qui devient dans le langage courant la Fraternité sacerdotale Saint-Pie-X, sont approuvés au niveau diocésain. Les buts de cette fraternité sacerdotale sont « le sacerdoce et tout ce qui s’y rapporte et rien que ce qui le concerne ». L'institution est érigée canoniquement par François Charrière, évêque du diocèse de Lausanne, Genève et Fribourg en tant que « pieuse union » pour une durée de trois ans ad experimentum renouvelables. De son côté, l'évêque de Sion l'autorise à fonder un séminaire à Écône.[réf. nécessaire]
Par la suite, Lefebvre continue de critiquer, plus ou moins violemment, la politique d'ouverture post-conciliaire, attaquant en particulier le dialogue inter-religieux auquel s'essaie l'Église catholique. Le 21 novembre 1974, il publie un manifeste résumant ses positions :

« Nous adhérons de tout cœur, de toute notre âme à la Rome catholique, gardienne de la Foi catholique et des traditions nécessaires au maintien de cette foi, à la Rome éternelle, maîtresse de sagesse et de vérité. Nous refusons par contre et avons toujours refusé de suivre la Rome de tendance néo-moderniste et néo-protestante qui s'est manifestée clairement dans le concile Vatican II et après le concile dans toutes les réformes qui en sont issues. […]
Aucune autorité, même la plus élevée dans la hiérarchie, ne peut nous contraindre à abandonner ou à diminuer notre foi catholique clairement exprimée et professée par le magistère de l'Église depuis dix-neuf siècles. […]
Cette Réforme étant issue du libéralisme, du modernisme, est tout entière empoisonnée ; elle sort de l'hérésie et aboutit à l'hérésie, même si tous ses actes ne sont pas formellement hérétiques. Il est donc impossible à tout catholique conscient et fidèle d'adopter cette Réforme et de s'y soumettre de quelque manière que ce soit. […]
C'est pourquoi sans aucune rébellion, aucune amertume, aucun ressentiment nous poursuivons notre œuvre de formation sacerdotale sous l'étoile du magistère de toujours, persuadés que nous ne pouvons rendre un service plus grand à la Sainte Église catholique, au Souverain Pontife et aux générations futures. »

En conséquence, le 6 mai 1975,, le nouvel évêque de Fribourg, Pierre Mamie, retire l'autorisation accordée par son prédécesseur à la Fraternité sacerdotale Saint-Pie-X.
Malgré cela, Lefebvre décide de continuer son action de formation de prêtres et en juin 1976, il ordonne treize prêtres sans lettres dimissoires. L’abbé Paul Aulagnier, premier prêtre ordonné, est nommé supérieur du district de France. Plusieurs propriétés sont alors acquises pour y créer des prieurés (le Pointet, Sainte-Anne) et des maisons de retraite (Saint-Michel-en-Brenne).
Le 22 juillet 1976, Paul VI frappe Marcel Lefebvre d'une suspense a divinis pour son opposition au concile Vatican II et son opposition aux réformes qui s'y rattachent et la Fraternité est dissoute [réf. nécessaire]. En réponse, dans une interview au Figaro, Lefebvre décrit Vatican II comme « un concile schismatique ». Et le 29 août, Lefebvre célèbre la « messe de Lille ».
Ainsi, le 27 février 1977, l'église Saint-Nicolas-du-Chardonnet est occupée par des catholiques traditionalistes proches de la Fraternité, menés par les abbés François Ducaud-Bourget, Louis Coache et Vincent Serralda, qui y célèbrent alors une messe tridentine. Cette action a lieu après neuf demandes[Lesquelles ?] restées sans suite auprès du cardinal et archevêque de Paris François Marty. Les traditionalistes s’y installent donc, puis remettent l’église à la Fraternité, qui y demeure depuis cette date, au dépendant des affectataires légitimes de l’archidiocèse de Paris, et malgré un arrêté d'expulsion obtenu par lui, les autorités craignant un trouble plus grand à l'ordre public s’il était appliqué.
De même, le 8 septembre 1977, les premières postulantes voulant rejoindre le groupe initial des Sœurs de la Fraternité Saint-Pie-X, formé dès septembre 1974, entrent à l'abbaye de Saint-Cyran-en-Brenne, qui en était devenu la maison mère dès juin 1975. D’autres propriétés sont acquises à la même période par la Fraternité, comme le prieuré Notre-Dame-du-Pointet, dans la commune de Broût-Vernet (03), ou celui de Sainte-Anne à Lanvallay (22).
En janvier 1978, l'abbé Paul Aulagnier crée le magazine Fideliter, organe de communication du district français de la Fraternité. Dans un acte daté du 1er mai 1980, Lefebvre accorde à ses prêtres nombre de pouvoirs et facilités canoniques ou liturgiques, parmi lesquels, le « pouvoir » de dispenser de certains empêchements de mariage, ainsi que des « pouvoirs » de Confirmer. Durant la même année, Lefebvre crée l'Institut universitaire Saint-Pie-X à Paris.
Le 3 octobre 1984, Rome publie la lettre Quattuor abhinc annos libéralisant sous certaines conditions la célébration de la forme tridentine du rite romain, sous la juridiction des évêques.
En décembre 1985, Franco Munari, Francesco Ricossa et Curzio Nitoglia, prêtres italiens du district d'Italie de la Fraternité, la quittent pour fonder à Turin l'Institut Mater Boni Consilii, qui adopte la thèse dite de Cassiciacum du père Guérard des Lauriers, selon laquelle Paul VI et ses successeurs, bien que canoniquement élus au pontificat, ne possèdent pas vraiment l’autorité pontificale.
Lefebvre critique sévèrement la visite d'une synagogue par Jean-Paul II, ou les rencontres interreligieuses d'Assise en 1986. À l'occasion de cette rencontre, donnant lieu à des prières pour la paix mondiale, tous les représentants religieux présents avaient prié chacun leur Dieu. Pour la tradition catholique, cela peut sembler dire que « toutes les religions se valent », ce qui fut toujours condamné par l'Église catholique.

### Consécrations épiscopales et excommunication (1988)
En 1983, âgé de 78 ans, Marcel Lefebvre sonde les prêtres américains sur la possibilité de consacrer des évêques. Le 29 juin 1987, lors des ordinations sacerdotales à Écône, il annonce qu'« il est vraisemblable que je me donnerai des successeurs pour pouvoir continuer cette œuvre ».
Les rapports sont maintenus avec Rome, et une tentative de normalisation de la situation de la FSSPX a lieu le 5 mai 1988, par la signature d'un accord entre le cardinal Joseph Ratzinger et Marcel Lefebvre. Cet accord reconnaissait le principe de la consécration d'un évêque, le maintien de « la discipline spéciale concédée à la Fraternité par une loi particulière ». Mais le lendemain, 6 mai, Lefebvre revient sur sa signature.
Se sentant vieillir, voulant garantir la pérennité de son œuvre, et convaincu que la lenteur des négociations est due au fait que Rome attend sa mort, Lefebvre décide de procéder à des sacres d'évêques, même sans l'accord du pape. Ce qu'il fait, malgré une mise en garde canonique, le 30 juin 1988. Lefebvre, assisté de Antônio de Castro Mayer, évêque émérite de Campos (en), ordonne quatre évêques, Alfonso de Galarreta, Bernard Fellay, Bernard Tissier de Mallerais et Richard Williamson.
Ces ordinations épiscopales sans l'accord de Rome sont passibles de l'excommunication latæ sententiæ (en) : l'individu s'excommunie lui-même, du simple fait de son acte, mais l'excommunication doit faire l'objet d'une déclaration publique. C'est ce que fait le cardinal Bernardin Gantin — alors préfet de la Congrégation pour les évêques — le 1er juillet 1988 par le décret Dominus Marcellus Lefebvre. Il avertit toute personne de bonne volonté que Lefebvre a « posé un acte schismatique » en citant les canons 1364-§1 et 1382 du Code de droit canonique de 1983 :

« L'apostat de la foi, l'hérétique ou le schismatique encourent une excommunication latæ sententiæ.
L'évêque qui, sans mandat pontifical, consacre quelqu'un évêque, et de même celui qui reçoit la consécration de cet évêque encourent l'excommunication latæ sententiæ réservée au Siège apostolique. »

Il déclare donc excommuniés Lefebvre lui-même, Castro-Mayer, évêque coconsécrateur, et les quatre nouveaux évêques. Le 2 juillet 1988, par le motu proprio Ecclesia Dei, Jean-Paul II rappelle aux fidèles que nul ne doit ignorer que « l'adhésion formelle au schisme constitue une grave offense à Dieu et comporte l'excommunication prévue par le droit de l'Église ».

### Des consécrations épiscopales à la levée des excommunications (1988–2009)

#### CommunautésEcclesia Dei

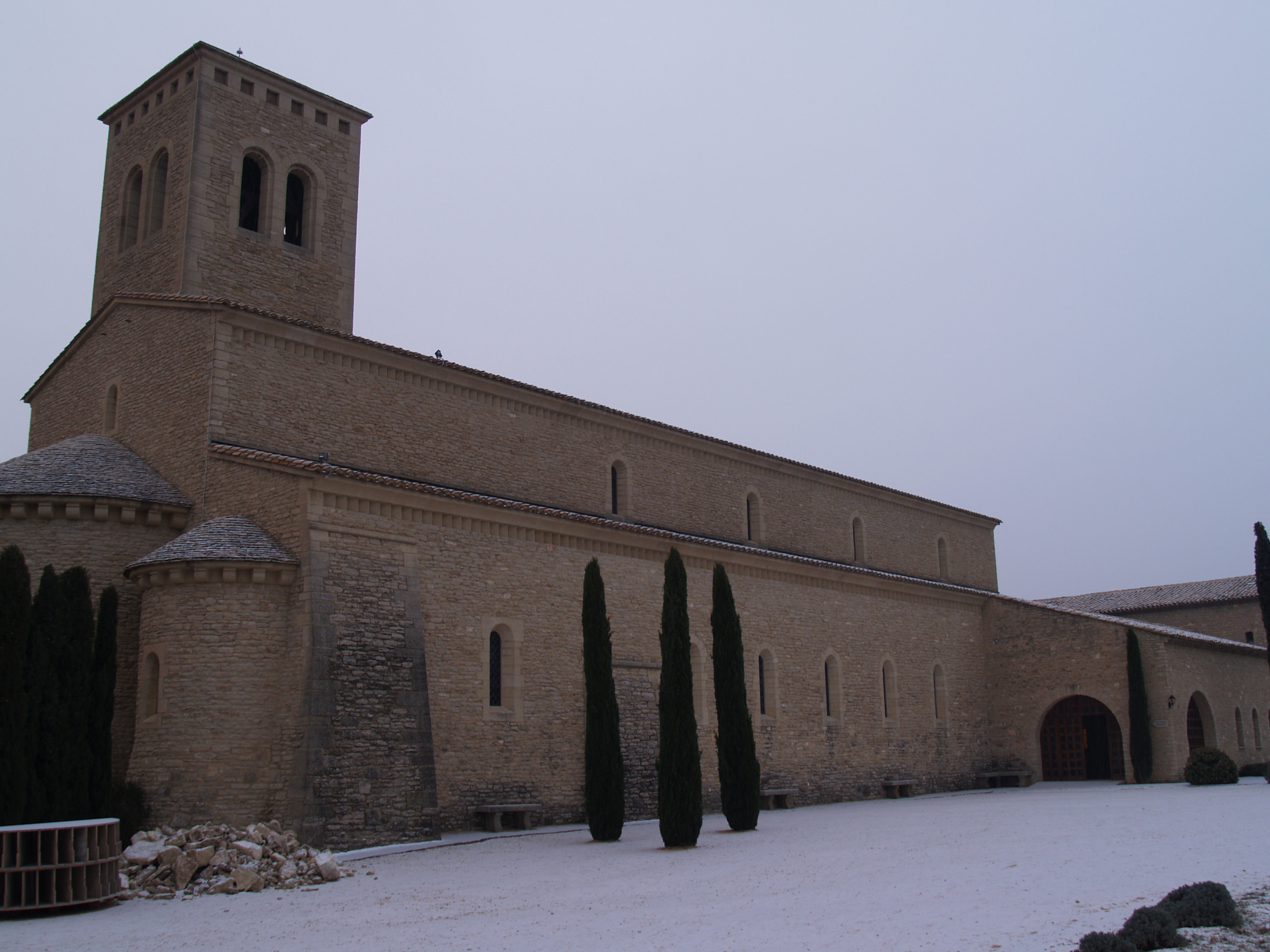
Abbaye Sainte-Madeleine du Barroux

Certaines communautés de la mouvance traditionaliste, comme les bénédictins du Barroux, n'acceptent pas la situation de schisme provoquée par les ordinations d'évêques du 30 juin. Ils sont canoniquement accueillis dans l'Église catholique en juillet 1988. Quelques prêtres de la FSSPX quittent alors la fraternité pour fonder la Fraternité sacerdotale Saint-Pierre, sur le modèle des accords du 5 mai. Une commission cardinalice — la Commission pontificale Ecclesia Dei — veille aux applications pratiques du motu proprio.

##### Union Saint-Jean-Marie-Vianney de Campos
Une des communautés de la mouvance de la fraternité Saint-Pie-X, l'Union Saint-Jean-Marie-Vianney, de Campos au Brésil, dirigée par Rangel, continue quant à elle les pourparlers avec le Vatican, reconnaît le concile Vatican II interprété à la « lumière de la tradition » et la validité et licéité de la messe de Vatican II et obtient le 18 janvier 2002 le statut « d'administration apostolique de caractère personnel » soumise directement au pape.

##### Nouveaux ralliements
Au sein de la Fraternité Saint-Pie-X, ce genre d'accord paraît satisfaisant à certains. Ainsi, au cours de l'année 2003, l'abbé Paul Aulagnier, ancien supérieur du district de France, exprime son soutien aux « accords de Campos » ; il est exclu de la FSSPX en octobre 2003. En 2004, l'abbé Philippe Laguérie, ancien curé de Saint-Nicolas-du-Chardonnet exprime son mécontentement quant au fonctionnement des séminaires et à certains choix de la Fraternité ; il fait l'objet d'une mutation disciplinaire au Mexique, qu’il refuse. Bernard Fellay déclara alors que l’abbé Laguérie « ne faisait plus partie de la Fraternité sacerdotale Saint-Pie-X ». La sanction est la même pour ceux qui lui avaient manifesté son soutien, tels les abbés Guillaume de Tanoüarn, Christophe Héry et Henri Forestier.
Le 8 septembre 2006, les abbés Philippe Laguérie, Guillaume de Tanoüarn, Paul Aulagnier, Christophe Héry et Henri Forestier rejoignent la pleine communion avec l'Église catholique romaine au sein de l'Institut du Bon-Pasteur, avec l'usage exclusif des livres de 1962 et le droit à une « critique constructive » du concile Vatican II.

#### Ralliements à la Fraternité Saint-Pie-X
La Fraternité Saint-Josaphat, fondée en 2001, regroupant des prêtres en Ukraine, se place dans la mouvance FSSPX en demandant à celle-ci des professeurs pour son séminaire. Bernard Tissier de Mallerais ordonne un prêtre de cette communauté en 2003[réf. nécessaire].

#### Motu proprio Summorum Pontificum
Par le motu proprio Summorum Pontificum, publié le 7 juillet 2007, le pape Benoît XVI remet en valeur la forme tridentine du rite romain. Dans sa lettre aux évêques qui accompagne le motu proprio, le pape précise que l'un des buts de ce texte est la « réconciliation interne au sein de l’Église ».
Ces dispositions sont saluées par Bernard Fellay au nom de la FSSPX. Pour lui, ce « climat favorable instauré » par Benoit XVI, et cette « indéniable avancée liturgique » doivent précéder le retrait des excommunications et l'ouverture de vraies discussions doctrinales.

### Levée de l'excommunication des évêques etEcclesiae unitatem(2009)

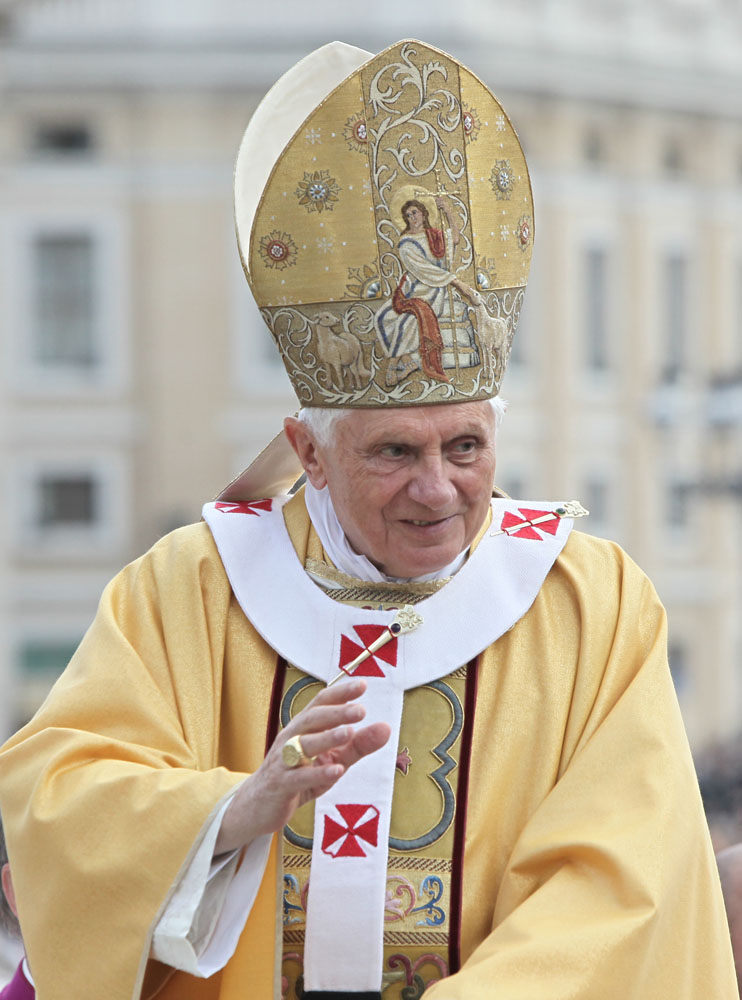
Benoît XVI en 2010.

#### Levée des excommunications
Par décret de la congrégation pour les évêques du 21 janvier 2009 signé par le cardinal Giovanni Battista Re, préfet de la congrégation, l'excommunication latae sententiae (c'est-à-dire de facto) qui frappait les quatre évêques consacrés par Lefebvre, Bernard Fellay, Alfonso de Galarreta, Bernard Tissier de Mallerais et Richard Williamson, est levée.
Ce même décret ajoute qu'« on espère que ce pas sera suivi de la réalisation rapide de la pleine communion avec l'Église, de toute la Fraternité de Saint-Pie-X », signifiant que la Fraternité sacerdotale Saint-Pie-X n'est pas encore considérée comme en pleine communion avec l'Église de Rome. D'après le droit de l'Église, la levée de l'excommunication n'est pas la réconciliation ou la réhabilitation, mais l'ouverture de la voie vers la réconciliation ; les quatre évêques demeurent suspendus (suspens a divinis), ce qui fait qu'il ne leur est toujours pas permis d'exercer un ministère au sein de l'Église catholique.
La vive émotion qui naît au sein de l'Église catholique, à la suite des propos négationnistes de l'un des quatre évêques, Richard Williamson, et face à la position de la FSSPX par rapport au concile Vatican II, amène Benoît XVI a préciser que la levée de l’excommunication pour les évêques de la Fraternité Saint-Pie-X « ne signifiait pas de soi le retour à la pleine communion du mouvement intégriste, et qu’elle ne pouvait se faire que dans le respect de l’enseignement du Concile Vatican II ».
Les quatre évêques écrivent une lettre de remerciement au pape, mais précisent qu'ils n'acceptent toujours pas le concile Vatican II.
La peine du Saint-Siège ne touchait que les prêtres ordonnés par Lefebvre à partir de juillet 1976. L'ouverture dans la recherche du rapprochement se poursuit alors.

#### Ecclesiæ Unitatem
Le 8 juillet 2009, le Vatican publie le motu proprio Ecclesiae unitatem qui rattache la Commission Ecclesia Dei à la Congrégation pour la doctrine de la foi dirigée par le cardinal américain William Levada. C'est dans ce cadre qu'auront lieu les négociations en vue d'une éventuelle réintégration de la FSSPX dans la pleine communion de l'Église catholique.
Il rappelle toutefois que « la Fraternité ne jouira d'aucun statut canonique dans l'Église et ses ministres ne peuvent exercer de façon légitime aucun ministère » tant que les questions doctrinales demeurent. Une semaine plus tôt, l'un des responsables de la FSSPX, Bernard Tissier de Mallerais, considéré comme le théologien de la FSSPX, déclare pour sa part que « les discussions n'avanceront que si Rome réforme sa manière de voir et reconnaît les erreurs dans lesquelles le Concile a mené l'Église ».
La libération de la célébration de la messe selon la forme tridentine du rite romain et la levée des excommunications remplissent les conditions émises par Bernard Fellay et permettent aux deux parties d'entamer des discussions portant sur des points de la doctrine considérée comme étant à l'origine de la division.

### Négociations avec le Saint-Siège (2009–2012)
Le 14 septembre 2011, Bernard Fellay et deux assistants sont reçus à Rome par le cardinal Levada, préfet de la Congrégation pour la doctrine de la foi, Luis Ladaria et Guido Pozzo, qui transmettent à la fraternité un « préambule doctrinal » considéré par Rome comme indispensable à une réintégration de la fraternité au sein de l'Église catholique. Le préambule souligne en particulier le rôle doctrinal irrévocable du concile Vatican II, le respect de son authenticité et de la légitimité de son enseignement, jusqu'ici toujours réfuté par la fraternité.
Début décembre 2011, un premier document de la FSSPX est envoyé à Rome mais il n'est pas considéré comme une réponse par les autorités vaticanes, qui demandent un complément d'information. Bernard Fellay envoie un deuxième document début janvier 2012 indiquant son refus du préambule doctrinal,.
Le 16 mars, le Vatican publie un communiqué expliquant que la réponse fournie en janvier n'était pas suffisante pour parvenir à un accord. La fraternité signe alors le préambule doctrinal mais en modifiant le texte original comme le permettaient les négociations. La Congrégation pour la doctrine de la Foi analyse ces modifications, puis, avec l'assentiment du pape, modifie le texte original du préambule pour inclure une reconnaissance complète de Vatican II et des textes du magistère relatif au concile.
En juillet 2012, la FSSPX répond qu'elle ne peut accepter le préambule dans sa forme définitive.
Le 2 juillet, après trois ans de négociations, le cardinal Levada ayant atteint la limite d'âge, Benoît XVI le remplace par l'un de ses proches collaborateurs, Gerhard Ludwig Müller, évêque de Ratisbonne comme préfet de la Congrégation pour la doctrine de la foi. Il s'ensuit une période de flottement concernant la suite à donner aux discussions jusqu'en septembre 2012, où le préfet déclare qu’après une dernière discussion avec les intégristes, les négociations ont abouti à un échec ; ces derniers persistent alors à refuser de reconnaitre l’entière validité du magistère du concile, dont Benoît XVI a fait la « boussole » de son pontificat ; les négociations ne reprendront pas,,.
Rappelant que Vatican II « ne contredit pas la tradition de l’Église mais corrige seulement de fausses interprétations de la foi catholique », le préfet marque la fin des négociations, la décision sur l'attitude à adopter à l'égard de la FSSPX restant entre les mains du pape.
Malgré cette tendance à la normalisation entre les autorités vaticanes et la FSSPX, une opposition interne à ce rapprochement existe au sein du mouvement,. En avril 2012, Bernard Tissier de Mallerais, Richard Williamson et Alfonso de Galarreta – trois des quatre évêques consacrés par Marcel Lefebvre — adressent une lettre à Bernard Fellay, quatrième évêque consacré par Lefebvre et supérieur de la FSSPX à l'époque. Dans cette lettre, les trois évêques expriment à Fellay leur opposition quant à la possibilité d'un accord « purement pratique » avec le Saint-Siège,.
Richard Williamson fustige notamment les tentatives de rapprochement de la FSSPX avec le Vatican, critiquant vivement l’action de Fellay. Il est ainsi exclu par ses pairs de la participation au chapitre général de la Fraternité, réuni à Ecône en juillet, selon l’agence APIC.
En octobre 2012, Richard Williamson est également exclu de la FSSPX pour avoir « pris ses distances avec la direction et le gouvernement de la Fraternité sacerdotale Saint-Pie X depuis plusieurs années, et refusant de manifester le respect et l'obéissance dus à ses supérieurs légitimes ». Il était l'un des opposants les plus acharnés qui œuvraient contre le rapprochement avec le Saint-Siège et avait demandé à son supérieur, Bernard Fellay, « de démissionner », dans une lettre ouverte. Depuis, Williamson a sacré d'autres évêques, à plusieurs reprises, en dehors de la FSSPX.
En 2013, trois prêtres de la FSSPX sont relevés de leur apostolat après la publication d'une lettre qu'ils avaient adressée à Bernard Fellay. La lettre, signée par 37 prêtres de la Fraternité, reprochait à Fellay de négocier avec le Saint-Siège.

### Durant le pontificat du pape François (2013-2025)

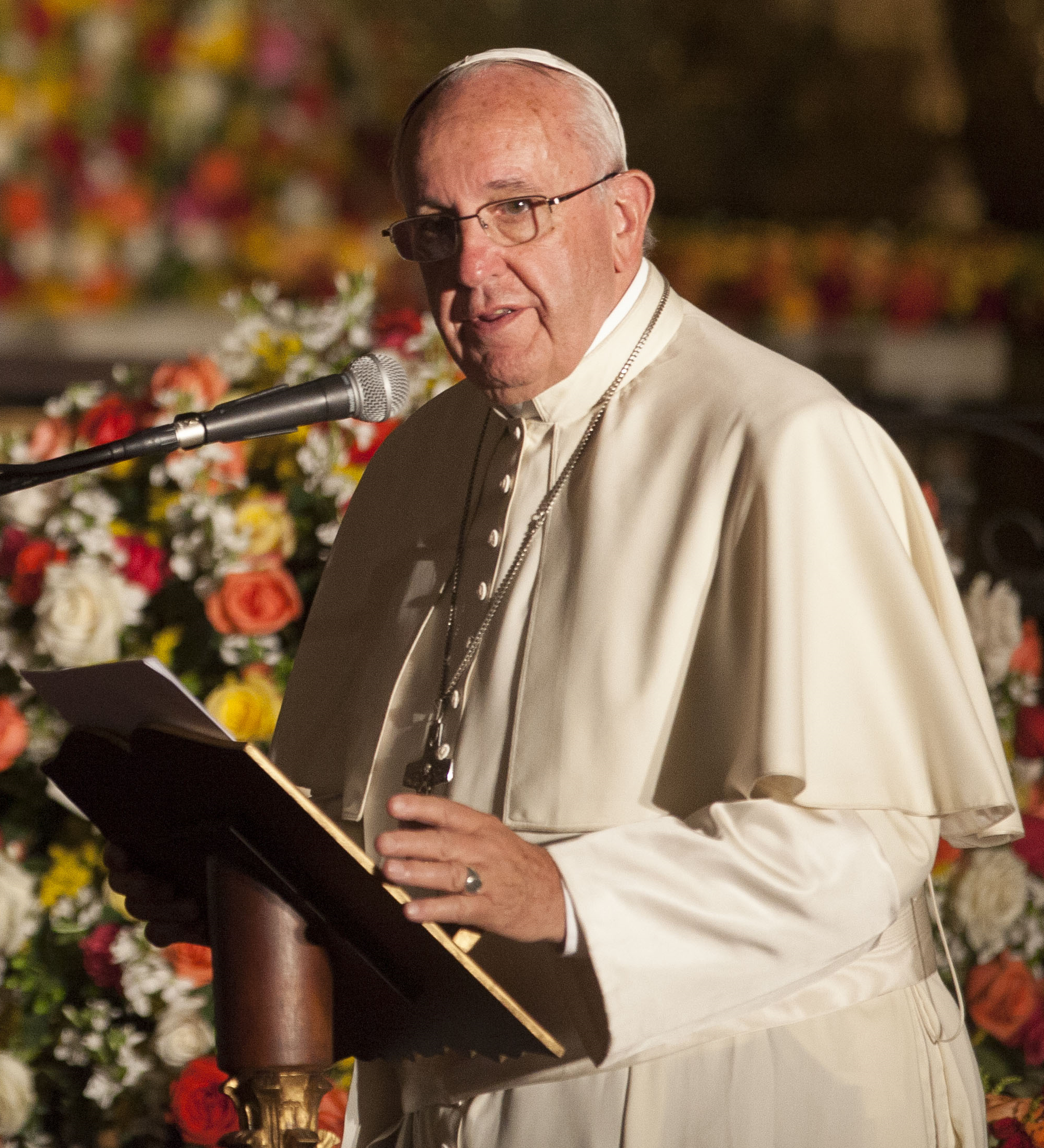
Le pape François en 2015.

#### Élection de François et retour de Pozzo à la commissionEcclesia Dei
Le 13 mars 2013, le cardinal Jorge Mario Bergoglio est élu pape et prend le nom de François ; de tendance plus libérale que son prédécesseur Benoît XVI, il est décrit comme un moderniste avéré par Bernard Fellay. Cependant, le retour de l'archevêque Guido Pozzo au secrétariat de la Commission pontificale Ecclesia Dei, le 3 août, est perçu comme une main tendue envers la FSSPX, Pozzo étant un expert reconnu pour les relations avec les traditionalistes,.
Ainsi, en décembre 2013, Bernard Fellay se rend au Vatican, pour une rencontre avec Guido Pozzo et Augustine Di Noia, alors vice-président de la commission Ecclesia Dei. À cette occasion, alors qu’il déjeune à la Maison Sainte-Marthe avec ses hôtes, Fellay salue très brièvement le pape François.

#### Reconnaissance en Argentine
En 2015, le cardinal Mario Aurelio Poli demande au ministère argentin des cultes de considérer la FSSPX comme une association de fidèles de droit diocésain. Le 17 mars, la FSSPX est donc inscrite sur le registre des instituts de vie consacrée catholiques. En effet, en Argentine, le catholicisme bénéficie d’un statut protégé par la Constitution et tout institut se disant catholique doit obtenir une reconnaissance de l’Église catholique pour bénéficier de ce statut. Selon un juriste argentin interrogé par le blog Adelante la Fe « c’est un geste unique qui dépasse toutes les avancées faites par Benoît XVI ». Il ajoute qu’« un tel geste n’a pu être posé sans l’aval de Rome », d’autant plus que Poli est le propre successeur du cardinal Bergoglio à la tête de son diocèse ; ce dernier ayant déjà aidé la FSSPX à obtenir des visas pour son séminaire.
En parallèle, l'opposition interne à la reconnaissance adopte des positions plus radicales. À partir de 2015, Williamson ordonne des évêques hors de la Fraternité Saint-Pie-X : Jean-Michel Faure,, Miguel Ferreira da Costa, dit Thomas d’Aquin, Gerardo Zendejas et Giacomo Ballini.
De plus, Williamson fonde en 2014 avec les dominicains d’Avrillé, l'Union sacerdotale Marcel-Lefebvre (USML), une association de prêtres intégristes en rupture avec la FSSPX, à laquelle ils reprochent de vouloir transiger avec le Saint-Siège. L'association comptait en 2019 une soixantaine de prêtres,.
En plus de l’abbaye dominicaine d’Avrillé, en France, Williamson a pour allié celle bénédictine de Santa Cruz, fondée par Miguel Ferreira Da Costa (pt) en 1987, près de Nova Friburgo, au Brésil.

#### Rencontres avec le Vatican
À l'occasion de la nouvelle excommunication de Richard Williamson déjà exclu de la FSSPX depuis 2012, Pozzo affirme, en mars 2015, que des rencontres ont lieu avec certains prélats de la FSSPX pour aplanir les difficultés doctrinales subsistant ; expliquant qu'en outre, les problèmes sont « internes à la fraternité ».
Le samedi 2 avril 2016, le pape François reçoit Bernard Fellay au Vatican ; le contenu de cette rencontre n’a pas été divulgué.

#### Validité des confessions et des mariages
Le 1er septembre 2015, le pape François, complétant la bulle Misericordiae vultus en donnant conseils et instructions quant au jubilé de la Miséricorde, permet une mesure d'exception valable le temps du jubilé. Pendant cette période, allant du 8 décembre 2015 au 20 novembre 2016, les fidèles pourront se rapprocher de prêtres de la FSSPX afin de se confesser et auront la possibilité de recevoir l'absolution, licite et valide, pour leurs péchés,.
Dans un communiqué, la fraternité salue le « geste paternel » du pape. L'abbé Franz Schmidberger estime que le pape « va certainement finir par normaliser complètement la FSSPX en lui conférant une structure canonique », que ce soit une prélature personnelle ou un ordinariat personnel.
Dans la lettre Misericordia et misera signée le jour de la clôture du jubilé en 2016, le pape François décide de prolonger cette autorisation « jusqu’à ce que soient prises de nouvelles dispositions ». De même, le 4 avril 2017, par une lettre de la commission pontificale Ecclesia Dei, explicitement approuvée par le pape, le Saint-Siège autorise et fixe les règles pour les mariages de fidèles catholiques par des prêtres de la FSSPX,,.

#### Possibilité de reconnaissance
Le 3 mai 2017, l’hebdomadaire La Vie estime que la réconciliation entre la FSSPX et le Saint-Siège « n'a jamais été aussi proche », et cite à l'appui Guido Pozzo et plusieurs de ses déclarations précédentes. En outre, « l’unité a déjà été rétablie » du fait des diverses juridictions (confessions, mariages) reconnues aux prêtres de la FSSPX, et la volonté personnelle du pape François serait d'un grand poids, en particulier le fait qu'il privilégie une approche pastorale qui se « révèle finalement plus efficace que l’approche doctrinale ».
En janvier 2019, le pape autorise l'un de ses proches, l'« ultraconservateur » Huonder, évêque de Coire, à s'installer dans un des centres de la FSSPX à l'issue de son mandat. Pour la revue Monde & Vie, cette annonce est « une illustration de ce “statut par morceaux” dont jouit la Fraternité […] et une preuve supplémentaire de la normalisation de [celle-ci] », mouvement « qui s'est amorcé il y a vingt ans et qui est désormais presque entièrement entériné ».

#### Élection de Davide Pagliarani et suppression de la commissionEcclesia Dei
Pour Jean-Marie Guénois, l'éviction de Fellay et l'élection de Davide Pagliarani au poste de supérieur général de la FSSPX en juillet 2018 seraient en partie dues à l'influence « au sein de la Fraternité Saint Pie X » d'une « forte opposition au rapprochement avec Rome » dont les membres se nomment eux-mêmes « résistants ». D'après lui, cela semble d'autant plus vraisemblable qu'Alfonso de Galarreta et l'abbé Christian Bouchacourt, supérieur du district de France, tous deux étant fermement opposés à tous rapprochement avec Rome, ont été élus « assistants » du nouveau supérieur.
Davide Pagliarani rencontre au Vatican, le 22 novembre, le cardinal Luis Ladaria Ferrer, préfet de la Congrégation pour la doctrine de la foi et président de la Commission Ecclesia Dei, chargée du dialogue avec les intégristes catholiques, afin de « faire ensemble le point sur les relations entre le Saint-Siège et la Fraternité Saint-Pie-X, depuis l’élection de [Pagliarani] ». Ce dernier affirme le lendemain que le problème de fond qui persiste entre Rome et la FSSPX « est bel et bien doctrinal » et cela ne peut être « éludé » ; il demande donc « à reprendre la discussion théologique ».
Le 17 janvier 2019, par une lettre apostolique en forme de motu proprio, le pape François, considérant que les questions qui restent ouvertes sont principalement de nature doctrinale, supprime la commission pontificale Ecclesia Dei, dont les compétences sont entièrement attribuées à la Congrégation pour la doctrine de la foi, et qui reprendra ses activités au sein d’une section spéciale.
Le 30 mars suivant, c'est Patrick Descourtieux qui est choisi par le souverain pontife pour devenir le premier chef de ce nouveau service. Pour L'Homme nouveau, « comme second personnage de la Commission disparue, Mgr Descourtieux a toujours eu le souci d'aider l’ensemble des groupes traditionnels, mais il a spécialement tissé avec les divers représentants de la FSSPX des liens d’autant plus aisés et confiants qu'il était connu, dans le traitement du dossier, pour son « ouverture » (la perspective d’une reconnaissance canonique sans exigences onéreuses). Sa nomination a toutes les apparences d’un signal favorable ».
Le 8 octobre 2024, Bernard Tissier de Mallerais meurt. Il est le premier des évêques sacrés par Marcel Lefebvre qui décède. Son décès renforce la question de l'ordination de nouveaux évêques, projet annoncé auparavant par Benoît de Jorna, selon lequel « il s’avère nécessaire de songer à leur donner des aides [aux évêques actuels], qui deviendront un jour leurs remplaçants »,,.
Le 29 janvier 2025, c'est au tour de Richard Williamson de mourir, à l'âge de 84 ans,.

### Depuis l’élection du pape Léon XIV (2025)
En juin 2025, un article dans l'hebdomadaire La Vie indique que Davide Pagliarani aurait repoussé la date de nouveaux sacres « car il pensait recevoir une forme d’accord du pape François ».

## Situation canonique

### Point de vue de l'Église catholique
À la demande de l'évêque de Sion (Suisse), diocèse où sont situés le séminaire et la FSSPX, le Saint-Siège émet un avis en 1996, dans lequel il est dit notamment, :
1. Le droit canon revu en 1983 précise que l'ordination d'un évêque sans mandat du Saint-Siège cause une excommunication automatique (latæ sententiæ) du prélat qui ordonne et des ordinands. C'est à Rome que revient ensuite de rendre publique cette sanction. Par la lettre Dominus Marcellus Lefebvre[N 3] du 1er juillet 1988, le cardinal Gantin effectue cette procédure.
2. Le délit de schisme est le processus d'éloignement de la communion hiérarchique. En conséquence, le fait de persévérer dans la désobéissance à l'autorité légitime à la suite de l'acte schismatique de 1988, entraîne une scission entre la FSSPX et Rome.

Le cardinal Castrillón Hoyos, président de la commission Ecclesia Dei, rappelle dans une lettre adressée en 2002 à Bernard Fellay que le premier concile du Vatican enseigne que la papauté est exempte de tout risque d'erreur ; le magistère pontifical de Jean-Paul II ne contredit donc pas l'enseignement antérieur de l'Église. Ainsi, si elle veut parvenir à la pleine communion avec Rome, la FSSPX se doit d’accepter l’enseignement du concile Vatican II et le magistère des papes depuis Jean XXIIl. Il ajoute que les « états de nécessité » invoqués par la fraternité pour justifier les ordinations de 1988 sont toujours soumis au jugement du pape et ne peuvent être retenus contre celui-ci ou en dehors de lui. Enfin, il reproche aux prélats de la fraternité leurs « manques de charité » et leur ton volontiers polémique.
Pour autant, il déclare en 2003 : « Nous ne sommes pas face à une hérésie. On ne peut pas dire en termes corrects, exacts, précis, qu’il y ait un schisme. Il y a, dans le fait de consacrer des évêques sans le mandat pontifical, une attitude schismatique. Ils sont à l’intérieur de l’Église. Il y a seulement ce fait qu’il manque une pleine, une plus parfaite, […] une plus pleine communion, parce que la communion existe »,. Il croit à une réconciliation parce que « il ne s'agit pas d'un vrai schisme, mais d'une situation anormale apparue après l'action schismatique de Mgr Lefebvre avec l'attribution de l'épiscopat sans mandat pontifical, à l’encontre de la volonté exprimée par le pape ».
Concernant les ordinations sacerdotales au sein de la Fraternité Saint-Pie-X le 29 juin 2011, le père Federico Lombardi, directeur de la salle de presse du Saint-Siège, a confirmé qu'elles étaient illégitimes car « les évêques qui les ont ordonnés ont été consacrés de façon illégitime en dépit de l’opposition du pape […]. Si, du point de vue sacramentel, les ordinations sont valides, ces prêtres ne peuvent pas administrer les sacrements ».
Mais en décembre 2013, le préfet de la Congrégation pour la doctrine de la foi, Gerhard Müller explique que si « l’excommunication canonique des évêques pour les ordinations illégales a été révoquée, […] il reste l’excommunication sacramentelle, de facto, pour le schisme », la FSSPX s'étant éloignée de la communion avec l’Église, communion qui implique d'accepter les conditions de l’Église catholique et la reconnaissance de l’autorité du pape comme critère définitif d’appartenance ».
Les prêtres de la FSSPX sont tous considérés comme « suspens » aux yeux de l’Église, c’est-à-dire qu’il leur est interdit d’administrer les sacrements catholiques, leur ordination étant considérée comme valide mais illicite.
Toutefois, lors du jubilé de la Miséricorde en 2015-2016, le pape François déclare que ceux qui approcheront pendant cette période les prêtres de la FSSPX pour se confesser auront la possibilité de recevoir l'absolution, licite et valide, pour leurs péchés,. En outre, en 2015, à la demande du cardinal Mario Poli (archevêque de Buenos Aires), la Fraternité sacerdotale Saint-Pie-X est inscrite dans le registre des instituts de vie consacrée catholiques en Argentine. Dans ce pays, le catholicisme bénéficie en effet d’un statut protégé par la Constitution et tout institut se disant catholique doit obtenir une reconnaissance de l’Église pour en bénéficier. 
Le 15 août 2025, suite à des « actes épiscopaux »[pas clair] effectués par Bernard Fellay dans le diocèse de Stockholm, le cardinal Anders Arborelius rappelle dans un communiqué que « la FSSPX n'est pas reconnue canoniquement (au regard du droit canonique) et n'est pas en pleine communion avec le Saint-Siège et le pape Léon XIV. La participation et la réception des sacrements dans ce contexte expriment un manque d'unité avec l'évêque du diocèse, Anders Arborelius OCD, et le pape Léon XIV. ». Il rappelle que les sacrements célébrés par la FSSPX sont valides mais illicites et ne peuvent être enregistrés dans les registres paroissiaux.

### Position de la Fraternité Saint-Pie-X
En 1997, la FSSPX distribue un tract intitulé « Schismatique ? Excommuniée ? Rome répond non ! ». Son argumentation repose sur plusieurs points :
1. L’état de nécessité : selon la FSSPX, Lefebvre se trouvait dans un état de grave nécessité d'accomplir les consécrations et, de ce fait, pouvait les accomplir sans mandat papal[148].
2. La volonté de schisme : pour qu’il y ait schisme, selon le canon no 1364 du CDC de 1983, il faut une volonté de créer une Église parallèle. Or cette volonté n'a jamais existé ; lors de la messe les prêtres prient pour le pape régnant, les sédévacantistes sont exclus de la Fraternité, et celle-ci adhère totalement à la doctrine catholique. De plus, le Saint-Siège n'a jamais défini en quoi la FSSPX était schismatique.
3. L’invalidité des excommunications : la FSSPX cite le canon no 1323 (« N'est punissable d'aucune peine la personne qui, lorsqu'elle a violé une loi ou un précepte, a agi forcée par une crainte grave, ou bien poussé par la nécessité, ou pour éviter un grave inconvénient, a commis une violation ») ainsi que le canon no 1324 qui réduisent la peine pour celui qui se croyait en état de nécessité lorsqu'il commet une faute. La FSSPX défend le fait que s'il y a eu acte schismatique, les circonstances atténuantes de ces deux canons font que le terme d'excommunication n'aurait pas dû être prononcé et que celle-ci est par là même invalide[149].

### Nouveaux sacres
Compte tenu de l'âge avancé des évêques de la Fraternité consacrés en 1988 par Marcel Lefebvre, seuls à pouvoir ordonner de nouveaux prêtres et donc à pouvoir garantir la survie de celle-ci, des voix s'élèvent régulièrement pour demander l'organisation de nouveaux sacres afin de doter la FSSPX de nouveaux évêques, plus jeunes. Jusqu'à présent, cette possibilité a toujours été rejetée par la direction de la Fraternité et de manière publique via son supérieur général, Davide Pagliarani.
Plusieurs sources affirment que l'obstination de la FSSPX à repousser sans cesse d'éventuels nouveaux sacres serait due à la volonté de celle-ci de conclure un accord avec le Vatican et de pouvoir consacrer avec l'autorisation du pape.
Si la fraternité a à plusieurs reprises entrepris des correspondances avec le Vatican, notamment à travers son évêque Bernard Fellay, les négociations n'ont jamais permis d'aboutir à un tel accord, celle-ci refusant catégoriquement de reconnaitre le concile Vatican II, reconnaissance pourtant exigée par le pape François.

## Abus sexuels
Les abus sexuels dans la FSSPX désignent les sévices sexuels commis au sein de cette institution par certains de ses clercs et agents pastoraux. Surtout rendues publiques depuis les années 2010, certaines de ces accusations ont donné lieu à des condamnations devant des juridictions civiles ou canoniques. Les critiques portent également sur l’étouffement institutionnel de ces affaires, comme dans les cas de règlements en interne avec simples mutations ou de mises à l’écart temporaires sans dénonciation aux autorités et « sans que rien ne soit fait pour empêcher ces crimes de se reproduire », au mépris des victimes,.
La Fraternité sacerdotale Saint-Pie-X refuse d’ouvrir ses archives auprès des historiens de la commission Sauvé ; aussi des victimes d'abus de membres de la congrégation ont-ils décidé de créer un collectif en juillet 2022 afin de témoigner. Par ailleurs, les membres de l'association souhaitent que l’Église catholique inscrive la prévention des abus au centre des négociations pour la réintégration de la FSSPX en son sein. Ils déplorent l’omerta existant dans la Fraternité : pour la congrégation, disent-ils, « accuser un prêtre est plus grave que l’agression commise par le prêtre ».
En septembre 2022, une enquête de Jeune Afrique dénonce deux prêtres de la Fraternité pour des abus sexuels sur de jeunes garçons à Libreville, au Gabon, sur une période allant 1986 à 2008. Les deux prêtres sont déplacés depuis, passant du Québec à la France. L'un d'eux est désormais installé à Lourdes,,.
En janvier 2024, c'est Le Temps qui consacre une longue enquête à une système d'emprise, que la fraternité tente de cacher, incluant plusieurs cas de violences sexuelles, physiques et psychologiques,.

## Controverses et polémiques
Si Marcel Lefebvre et les membres de la communauté Saint Pie X se considèrent comme « traditionalistes », pour certains, ainsi que l'explique Émile Poulat, le mouvement fait partie de l'« intégrisme », dans un débat sémantique qui n'est pas tranché. Par ailleurs, les liens de la Fraternité avec l'extrême droite sont « notoires » en France. Plusieurs actions de ses membres, voire de ses institutions, ainsi que des prises de position de ses dirigeants, ont suscité la polémique.

### Positions
La FSSPX refuse l’aggiornamento et ce qu'elle nomme les mesures libérales du concile Vatican II, notamment :
- la liberté religieuse qui, selon elle, s'opposerait aux encycliques précédentes Mirari vos et Quanta cura[166],[167] ;
- la collégialité, qui diluerait et lierait l'autorité pontificale en accordant trop de pouvoir aux conférences épiscopales ;
- l'œcuménisme selon la doctrine issue de Vatican II, qui serait l'abandon du prosélytisme ou de la mission. La FSSPX, estime que :
  - sur le plan symbolique, par exemple, « l'image du Pape priant en même temps que des chefs de (fausses) religions induit invinciblement dans l’esprit la conviction que toutes les démarches religieuses sont légitimes et plus ou moins égales »[168]
  - sur le plan doctrinal, la FSSPX résume ainsi la doctrine œcuménique issue de Vatican II : « Il y a ainsi diverses sphères d’appartenance à l’Église du Christ, et l’Église est unie même à ceux qui ne sont pas dans l’Église catholique. C’est la “communion imparfaite” : l’Église du Christ “subsiste” dans l’Église catholique (ce qui produit la communion parfaite) et “existe” dans les autres Églises, selon divers modes (ce qui produit la communion imparfaite) »[169]. Selon la FSSPX, cette doctrine nouvelle contredirait la doctrine traditionnelle sur l’œcuménisme[170], à laquelle elle reste attachée.
- les modifications dans la liturgie.

#### Liturgie
La FSSPX célèbre exclusivement la messe selon le rite dit « de saint Pie V » ou forme tridentine du rite romain en latin dans sa version de 1962.

### La Fraternité et la politique
Les fidèles de la FSSPX en France sont parfois présentés comme « nostalgiques de la Vendée, de Vichy et de l'Algérie française », plus généralement d’« extrême droite ». Selon un prêtre de la FSSPX, « l’assimilation à l’extrême droite est commune chez les journalistes ».

#### Accusation d'appartenance à l’extrême droite
L'historien Luc Perrin entend dissocier l'intégrisme et le maurrassisme, alors même que le schisme intégriste est souvent interprété comme une réplique majeure du schisme mineur lié à la condamnation de l'Action française de 1926 et que Marcel Lefebvre cite souvent Maurras. Luc Perrin croit ainsi devoir dénoncer la tentation d’« une réduction du catholicisme intégriste au maurrassisme », et poursuit : « Les affaires franco-françaises ne sont plus seules à l’horizon. C’est un argument sérieux, sans compter que le séminaire d’Écône est en Suisse et que le mouvement lefebvriste fera des émules dans des contrées – les États-Unis par exemple – où les charmes de Maurras et de l’Action française ne pouvaient guère opérer ». Luc Perrin cite également Émile Poulat : « Je ne sais pas dans quelle mesure l’ensemble des traditionalistes sont eux-mêmes maurrassiens » (1985). Il note par ailleurs que des maurrassiens assumés comme Jean Madiran ou Yves Chiron ont opté pour la pleine communion avec le Saint-Siège, tandis que l’abbé Georges de Nantes s’est toujours tenu à l’écart de la FSSPX.
En ce qui concerne la position doctrinale sur la politique, l'abbé Régis de Cacqueray de la FSSPX déclare : « L'action politique, réellement politique, concrètement politique, fait partie du devoir d'état, même si ses modalités pratiques peuvent varier d'un individu à l'autre en fonction des capacités, des situations et des urgences ». Tissier de Mallerais explique que, selon les paroles du Christ (« Rendez à César ce qui est à César, et à Dieu ce qui est à Dieu » [Mt 22, 21]), le domaine temporel, celui de la société civile, et le domaine spirituel, celui de l'Église, sont souverains chacun en son genre, sans pour autant devoir être dissociés. Pour lui, le bien commun, but de la société civile, est lié au salut éternel, but de l'Église.
Dans ce contexte, certaines activités ont pu susciter un certain trouble, comme les pèlerinages à l'île d'Yeu sur la tombe de Philippe Pétain, à l'instar de celui du 22 septembre 2007 au cours duquel l’abbé de Cacqueray compare « le combat du maréchal Pétain pour la France à celui de Mgr Lefebvre pour l’Église », ou du discours du 13 avril 1987 où Marcel Lefebvre exprime son « profond respect pour ce militaire qui a sauvé par deux fois la France et a toujours agi dans un grand esprit chrétien ».
Certains observateurs soulignent que la sécession des traditionalistes a, au-delà des éléments idéologiques, des fondements politiques et que les liens de la FSSPX avec l'extrême droite sont « notoires » en France.
Ainsi, nombre de laïcs proches de cette société ont un engagement politique.
En 2021, Le Canard enchaîné affirme que des manuels scolaires rédigés par les dominicaines enseignantes de Brignoles à destination des établissements scolaires privés proches de la Fraternité sont empreints de révisionnisme, chantent les louanges de la collaboration, du régime de Vichy et des totalitarismes fascistes, et dénigrent la Résistance comme « des militants communistes […] professionnels du meurtre et du sabotage ».

#### Protection de Paul Touvier
En 1989, le journal Le Canard enchaîné révèle que Paul Touvier, milicien recherché pour crime contre l'humanité, est caché par l'ordre des chevaliers de Notre-Dame. Avertie, la gendarmerie débute une enquête sur l'Ordre en mai 1989, et arrête le 24 mai l'ancien milicien dans le prieuré Saint-Joseph de la Fraternité sacerdotale Saint-Pie-X à Nice. Jean-Pierre Lefèvre, secrétaire général de la Fraternité Notre-Dame-de-la-Merci et ancien de la Division Charlemagne (Waffen-SS), qui finançait chaque mois la cavale de Paul Touvier, se justifie en parlant de « l'aide apportée à une famille en détresse qui nous a valu une publicité de mauvais aloi dans une certaine presse »,,.
Paul Touvier est condamné en 1994 pour crime contre l'humanité.
Les funérailles de Paul Touvier se déroulent à l'église Saint-Nicolas-du-Chardonnet à Paris, le 25 juillet 1996, selon le rite tridentin sous la direction de l'abbé Laguérie, en présence de nombreuses personnalités d'extrême droite.

#### L'affaire Williamson
En 2009, des déclarations négationnistes de Richard Williamson, qui est alors l'un des quatre évêques de la Fraternité Saint-Pie-X, sont publiées et largement médiatisées. L'évêque y nie notamment l'existence des chambres à gaz au sein des centres d'extermination nazis. Le supérieur général de la Fraternité sacerdotale Saint-Pie-X de l'époque, Bernard Fellay, déclare alors dans un courrier du 23 janvier 2009 que Richard Williamson est l'unique responsable de ses opinions et que la Fraternité n'a pas l'autorité pour juger des questions historiques. Sans condamner explicitement les propos de son évêque, il estime même « honteux » que l'interview ait porté sur des sujets séculiers « controversés », et non exclusivement sur la religion. Le lendemain, 24 janvier, Bernard Fellay affirme que la position de Williamson n'est pas celle de la Fraternité, que ce dernier « n'engage que sa personne », ajoutant que l'« on va conclure que toute la Fraternité est antisémite » et qu'il s'érige « avec véhémence contre une telle accusation ».
Les sanctions internes dont Williamson fait l'objet à cette époque portent sur son refus d'un accord avec le Saint-Siège et sont sans rapport avec ses propos négationnistes. Williamson est finalement exclu de la FSSPX en 2012 et fonde par la suite son propre mouvement. Cependant, le supérieur de la FSSPX déclare lui-même, le 28 décembre 2012, que « les juifs » — avec les « francs-maçons » et les « modernistes » — sont des « ennemis de l'Église ». Natalia Trouiller estime dans La Vie que les théories de Fellay sur les Juifs et les francs-maçons tramant un vaste complot contre la FSSPX ne sont guère différentes de celles de Williamson et conclut que « l'antisémitisme de Mgr Williamson avait simplement fait passer au second plan celui de Mgr Fellay ».

### La Fraternité et l'Église catholique

#### Relations avec les évêques diocésains
Les rapports varient selon les diocèses et avec le temps. Jusqu'à la période la plus récente, en France notamment, nombre d'évêques s'en tiennent strictement à l'irrégularité juridique de la FSSPX pour opposer une fin de non-recevoir aux demandes de ses prêtres et de ses fidèles,. Des évêques expriment également leur circonspection face aux gestes d'ouverture de Rome, dont ils craignent qu'ils soient perçus comme une remise en cause des réformes post-concilaires,. Par ailleurs, dans un contexte général de diminution de la présence catholique mais d'extension de celle de la FSSPX, des évêques font parfois « barrage pour que la FSSPX n'achète pas le patrimoine ».
En 2007, la Fraternité Saint-Pie-X d'Amiens arrive au terme du bail de la chapelle qu'elle occupait jusque-là, le propriétaire souhaitant la transformer en crèche dans le cadre d'un projet global. La FSSPX demande alors à l'évêque Jean-Luc Bouilleret la mise à disposition d'une église ou d'une chapelle pour célébrer la messe avec ses propres officiants selon la rite tridentin, c'est-à-dire selon le missel de 1962, en s'appuyant sur le motu proprio Summorum Pontificum du pape Benoît XVI de juillet 2007. À la suite de la réponse négative de l'évêque d'Amiens par lettre du 16 septembre 2007, et après l'échec d'une tentative de dialogue avec l'évêque, la FSSPX organise des messes sur le parvis de la cathédrale ou devant l’église Saint-Germain-l'Écossais d'Amiens à partir du 11 novembre 2007.
Bouilleret estime que le motu proprio s'adresse aux catholiques traditionalistes qui sont en pleine communion avec le pape et l'évêque du lieu, ce qui n'est pas le cas des fidèles de la Fraternité Saint-Pie-X. Il fait valoir que la municipalité d'Amiens pourrait mettre une salle à disposition, ce que les membres de la FSSPX refusent. Ses membres poursuivent leur manifestation sous forme de messe sur les parvis des églises. Pour eux, il s'agit de demander à l'évêque le prêt d'une église. L'évêque affirme que les lefebvristes « démontrent ainsi que les enjeux ne sont pas la messe en latin mais ceux de l'unité de l'Église catholique romaine », dimension que, selon lui, les membres de la FSSPX « ne comprennent pas ».
En 2013, la FSSPX acquiert la chapelle de l'ancien Grand séminaire des Lazaristes, la chapelle Saint-Vincent-de-Paul à Amiens, où elle s'installe aux Rameaux 2015.

#### La question du sédévacantisme
La Fraternité s'oppose à l'idée de sédévacantisme. Certains prêtres favorables à cette opinion, tels l’abbé Claude Barthe — qui est revenu sur ses positions en 1980 — ou l'abbé Daniel Dolan en 1983, ont été exclus de la Fraternité[réf. souhaitée].

### Allégations de pressions financières
En novembre 2018, le site d'information StreetPress révèle que des pressions financières s'exerceraient sur certains fidèles. Un ancien fidèle de la FSSPX, interrogé par le site, affirme qu'« ils clament haut et fort que donner à la Fraternité, c’est donner à Dieu ». En vingt ans, une vingtaine de procès liés à des affaires de legs auraient opposé la FSSPX à des proches de défunts dont la Fraternité a reçu une partie de l'héritage. Toutefois, seulement quatre auraient été perdus par la FSSPX. En 2012, l'association gérant en France les cultes de la FSSPX déclarait près de 7 millions d'euros de dons et plus de 10,4 millions d'euros de legs. Le rapport d'activité 2022-2024 de la Mission interministérielle de vigilance et de lutte contre les dérives sectaires (Miviludes) paru le 8 avril 2025 fait état de signalements de dérives sectaires portant sur la captation d'héritage,.

### Allégations de violences faites aux femmes
Plusieurs femmes ayant quitté la FSSPX et ayant subi des violences conjugales, séquestrations, « exorcismes sauvages » ou des situations d'exploitation économique ont affirmé que celles-ci étaient « couvertes, justifiées voire provoquées par la Fraternité Saint-Pie-X »,.

### Anti-vaccinisme
Plusieurs écoles gérées par la FSSPX ont connu des cas de rougeole, alors que le taux de couverture vaccinale y est moindre qu'ailleurs et que plusieurs parents refusent la vaccination,.
La commission Bronner est mise en place en France pour étudier les discours « complotistes » et rend son rapport en 2022. Celle-ci remarque que la FSSPX tient un discours de façade recommandant la vaccination, mais incite ses membres à ne pas se faire vacciner.